# Казарян, Петрос Арамович
Петрос Эдикович Казарян (арм. Պետրոս Ղազարյան, 27 ноября 1974, Ереван, Армянская ССР) — армянский политик, общественный деятель, журналист, автор и ведущий программы «Интервью с Петросом Казаряном» на Первом канале Армении.

## Образование
- 1992—1997 — Ереванский государственный университет; факультет востоковедения; турколог.
- 2003 — Школа журналистики В. Познера, Москва
- 2004 — Курс повышения квалификации, ББС, Лондон
- 2007—2008 — Европейская школа политологии, ПАСЕ

## Карьера
- 1999 — руководитель общественной организации «Алик»
- 2000—2002 — сотрудник газет «Айкакан жаманак», «Аравот», «Иравунк»
- 2002—2003 — политический обозреватель, автор и ведущий программы «Айцекарт» телеканала «Кентрон»
- Август 2004 — Февраль 2005 — директор телекомпании «Кентрон»
- 2005—2006 — директор телекомпании «Кентрон»
- C 2003 — автор и ведущий программы «Урвагиц» телекомпании «Кентрон
- Октябрь 2006 — Январь 2007 главный редактор журнала «Форбс — Армения»
- С 2008 — руководитель новостного департамента телекомпании «Кентрон»
- 2018—2020 — руководитель новостного департамента Общественной телекомпании Армении[1][2]
- С 2019 — автор и ведущий программы «Интервью с Петросом Казаряном» на Первом канале.

## Личная жизнь
Женат на Жанне Андреасян, которая с 2022 года является министром образования, науки, культуры и спорта Армении.

## Премии и награды
- 2003 — ежегодная премия Ереванского пресс-клуба за обеспечение плюрализма в эфире.
- 2004 — Премия «Айкйан» за лучшее освещение проблем молодежи в телеэфире
- 2006 — Премия за лучшее освещение вопросов, связанных с внедрением ИКТ в рамках Digitech — 2006
- 2008 — Ежегодная Премия Армянской ассоциации журналистов за лучшую телепрограмму

## Публикации
- «Аравот», «Айкакан жаманак», «Иравунк», «Еркрапа», Национальное радио Армении — программа «Асун», «168 Жам», журнал «Эл-стайл», журнал «Форбс-Армения»